# Megalomus impudicus
Megalomus impudicus is een insect uit de familie van de bruine gaasvliegen (Hemerobiidae), die tot de orde netvleugeligen (Neuroptera) behoort. 
Megalomus impudicus is voor het eerst wetenschappelijk beschreven door Gerstäcker in 1888.